# Parlementaire enquête in Nederland

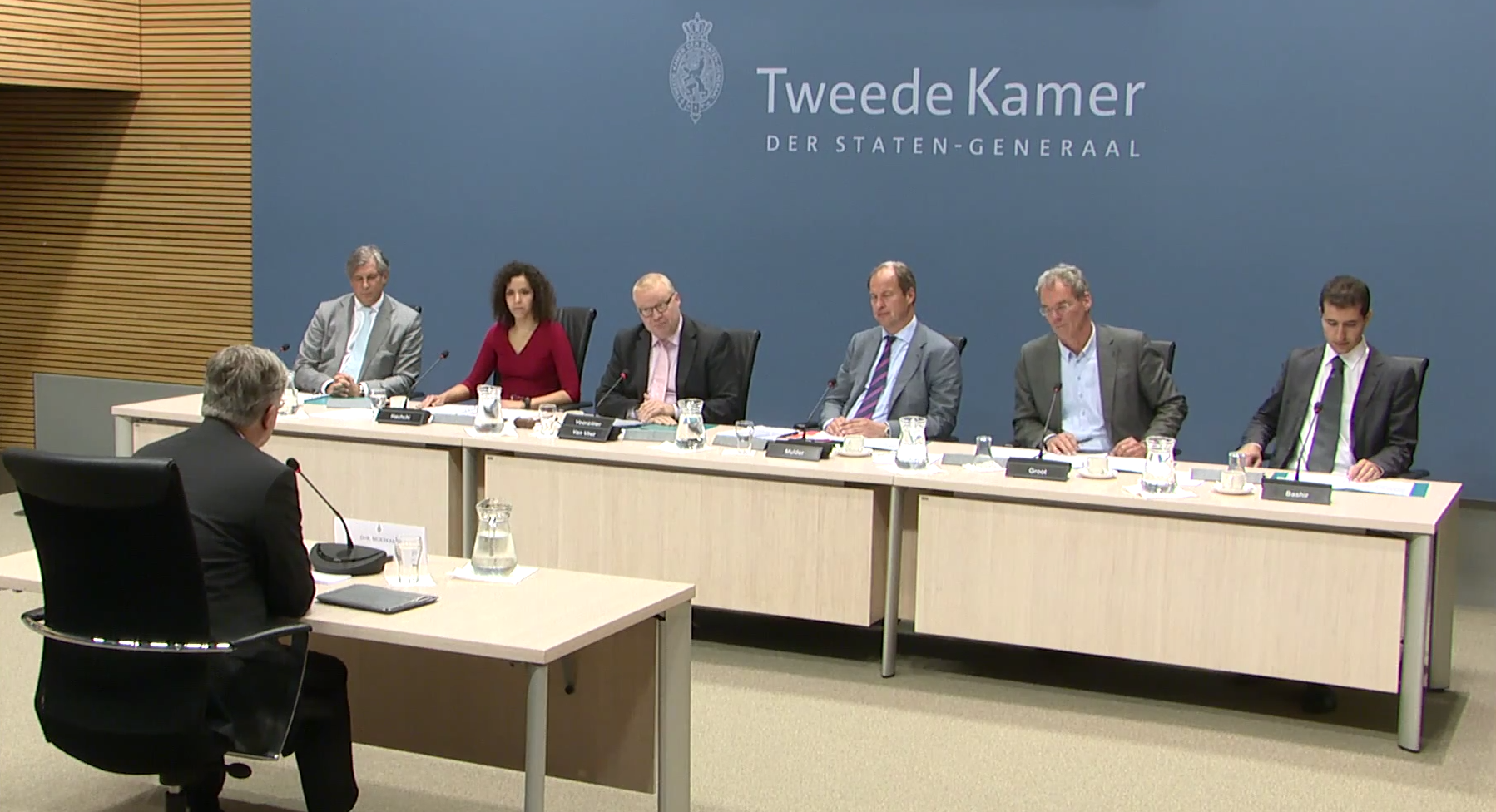
Openbaar verhoor parlementaire Enquêtecommissie Woningcorporaties (2012-2014)

De parlementaire enquête is in Nederland een recht van onderzoek dat het hoogste staatsorgaan van volksvertegenwoordiging, de Tweede en Eerste Kamer der Staten-Generaal, toekomt als middel om het beleid van het politiek bestuur en het handelen van bewindslieden te kunnen controleren en sturen. Dit recht van enquête bestaat in Nederland  voor de Eerste en Tweede Kamer, het parlement genoemd, maar ook voor de lagere staatsorganen van volksvertegenwoordiging: provinciale staten, waterschap en gemeenteraad, dan wordt het decentraal recht van enquête genoemd. Ook in andere landen met een parlementaire democratie komt het recht voor.
De parlementaire enquête is het zwaarste instrument van de volksvertegenwoordiging om informatie over een bepaald onderwerp te verkrijgen, zodra officieel door het parlement een commissie is ingesteld, hebben de commissieleden enkele bijzondere wettelijke bevoegdheden. Het recht is sinds 1848 verankerd in de Nederlandse Grondwet en in 1850 uitgewerkt in de Wet op de Parlementaire Enquête. Deze wet is in 2008 volledig herzien.

## Werking parlementaire enquête, bevoegdheden
De Kamer kan te allen tijde besluiten een enquêteonderzoek te houden; hiervoor is een meerderheidsbesluit nodig. Een enquêtecommissie, bestaande uit Kamerleden, voert dit onderzoek vervolgens uit. De Kamer bepaalt de onderzoeksopdracht. Iedere (rechts)persoon in Nederland is op basis van de wet verplicht om medewerking te verlenen aan een parlementaire enquête. Enquêtecommissies kunnen getuigen oproepen en onder ede verhoren. Weigerachtige getuigen kunnen door de rechter worden gedwongen medewerking te verlenen, bijvoorbeeld met een dwangsom of medebrenging door de politie. Meineed en blijvende weigerachtigheid zijn strafbaar. Er kunnen ook voorgesprekken worden gehouden maar daar bestaat geen verplichting tot deelname en de commissieleden hebben een geheimhoudingsplicht.
Ook heeft een commissie de wettelijke bevoegdheid, zonder toestemming van de rechthebbende, met de door haar aangewezen personen elke plaats in Nederland, daaronder begrepen de openbare lichamen Bonaire, Sint Eustatius en Saba, te betreden. Voor het betreden van woningen is toestemming van de bewoner of een machtiging van de rechter vereist.
De eerste parlementaire enquêtes vonden plaats in de negentiende eeuw en dienden voornamelijk om de kennis van parlementsleden over een bepaald onderwerp te vergroten. Vanaf 1983 dient een parlementaire enquête vooral om de feiten boven tafel te halen over bepaalde gebeurtenissen die binnen de verantwoordelijkheid van een regering hebben plaatsgevonden, zodat meerduidelijk wordt wat er is gebeurd en wie (politiek) verantwoordelijk kan worden gehouden. Sindsdien heeft de Tweede Kamer diverse malen een parlementaire enquête gehouden. 

## Parlementair onderzoek
De Eerste en Tweede Kamer beschikken ook over het recht van parlementair onderzoek. Daarvoor is echter niets bij wet geregeld. Dat kan tot problemen leiden bij het verkrijgen van vertrouwelijke informatie en de archivering ervan door de onderzoekscommissie. Getuigen hebben juridisch een veel vrijblijvender positie dan bij een enquête. Parlementaire onderzoeken worden dan ook beschouwd als een 'lichtere' vorm van onderzoek dan een enquête.

## Parlementaire ondervraging
De Parlementaire Enquêtecommissie Financieel Stelsel was de eerste enquêtecommissie die gewerkt heeft met de nieuwe Wet op de parlementaire enquête van 2008. In haar rapport aan de Kamer deed ze de aanbeveling om, gelet op de ervaringen van de commissie, te kijken naar mogelijke verbeteringen en aanscherpingen van de wet en van het Reglement van Orde van de Tweede Kamer.
In juli 2013 nam de Tweede Kamer een motie aan van Gert-Jan Segers (CU) voor een onderzoek naar hoorzittingen naar Brits model waarbij mensen makkelijker onder ede kunnen worden gehoord, zonder de tijdrovendheid van een parlementaire enquête en tevens zonder de vrijblijvendheid van de traditionele hoorzittingen.
De Kamer heeft op 3 december 2013 besloten daartoe een tijdelijke commissie evaluatie Wet op de Parlementaire Enquête in te stellen. De commissie is op 1 april 2014 ingesteld. In haar constituerende vergadering op 10 april 2014 heeft de commissie Ronald van Raak (SP) gekozen als voorzitter.
Begin 2016 rapporteerde de Tijdelijke commissie evaluatie Wet op de parlementaire enquête over haar verkenning van de mogelijkheden en randvoorwaarden van het horen onder ede buiten de parlementaire enquête: de zogenoemde parlementaire ondervraging, ook wel aangeduid als mini-enquête. De opzet is om door een ondervragingscommissie, die de formele status heeft van enquêtecommissie in de zin van de Wet op de parlementaire enquête 2008, in korte tijd mondelinge informatie te verzamelen door middel van het onder ede horen van personen, op wie de plicht tot medewerking rust.

## Parlementaire enquêtes Tweede Kamer
- Accijns op zout (1852-1853)
- Zwolsche Diep (1856)
- Maas en Zuid-Willemsvaart (1860-1861)
- Zeemacht (1861-1862)
- Nederlandse koopvaardij (1874-1875)
- Longziekte onder rundvee (1877-1878)
- Exploitatie van Nederlandse spoorwegen (1881-1882)
- Toestand fabrieken/werkplaatsen (1886-1887)
- Regeringsbeleid in de Tweede Wereldoorlog (1947-1956)
- RSV-werf (1983-1984)
- Bouwsubsidies (1986-1988)
- Paspoortaffaire (1988)
- Sociale Verzekeringen (1992-1993)
- Opsporingsmethoden (IRT-affaire) (1994)
- Bijlmerramp (1998-1999)
- Bouwnijverheid (2002)
- Srebrenica (2002)
- Financieel Stelsel (2010-2012)
- Woningcorporaties (2012-2014)
- Fyra (2013-2015)
- Fiscale constructies (2016-2017, mini-enquête)
- Ongewenste beïnvloeding uit onvrije landen (2020, mini-enquête)[9]
- Kinderopvangtoeslag (2020, mini-enquête)
- Aardgaswinning Groningen (2021-2023)
- Fraudebeleid en Dienstverlening (2022-2024)
- Aanpak coronapandemie (2024-)

## Parlementaire enquêtes Eerste Kamer
De Eerste Kamer heeft sinds 1887 het recht van enquête, maar heeft hiervan nog nooit gebruikgemaakt. Wel dienden op 18 mei 1981 de Eerste Kamerleden Jan Mol (PvdA), Boy Trip (PPR) en Jan Vis (D66) een voorstel in tot het instellen van een parlementaire enquête naar zogenoemde opwerkingscontracten, die door Nederlandse bedrijven, de Gemeenschappelijke Kernenergiecentrale Nederland en de Provinciale Zeeuwse Energie Maatschappij (opgegaan in DELTA) waren gesloten met een Brits en een Frans bedrijf. Zij deden hun voorstel in het kader van de behandeling van het wetsvoorstel inzake Goedkeuring van overeenkomsten die met het Verenigd Koninkrijk en Frankrijk waren gesloten over de eventuele terugzending van het na opwerking van bestraalde reactorbrandstof resterende radioactieve afval. De voorstellers meenden dat de Eerste Kamer als medewetgever recht had om kennis te kunnen nemen van alle relevante stukken. Het voorstel werd op 2 juni 1981 met 39 tegen 23 stemmen verworpen. De fracties van PvdA, PPR, D66 en CPN stemden vóór, die van CDA, VVD, GPV en SGP tegen.